# Dolmányos albatrosz
A dolmányos albatrosz (Thalassarche melanophrys) a madarak (Aves) osztályának viharmadár-alakúak (Procellariiformes) rendjébe és az albatroszfélék (Diomedeidae) családjába tartozó faj.

## Előfordulása
Amikor nem költenek, az albatroszok az idejüket a déli tengereken töltik. Olyan félreeső szigeteken fészkel, mint az Auckland-szigetek, a Tristan da Cunha-szigetek és Déli-Georgia, ahol gyakorlatilag nincs is ellensége.
Korábban, azaz 1998-ig a sárgaszemű albatroszt (Thalassarche impavida) (Mathews, 1912) a dolmányos albatrosz alfajának vélték, Thalassarche melanophris impavida néven. Azonban, mint sok más albatrosz esetében, e korábbi alfaj modern besorolása fölött sem értenek egyet az ornitológusok.

## Megjelenése
A dolmányos albatrosz hossza 80–95 centiméter, szárnyfesztávolsága 2–2,4 méter, testtömege pedig 3–4 kilogramm. A hímnek és a tojónak egyaránt sötét háta és szürke farka van; szárnyuk felső része szürkésbarna színű, alsó része pedig sötét szélű; testük többi része fehér. A kifejlett madár szeme felett sötét színű tollcsík található. A csőre hosszú, sárga, horog alakú, vége rózsaszínű; rajta kis orrlyukak találhatóak, amelyeket a gyomorolaj és a só kiválasztására használ.

## Életmódja
Általában magányos, de kolóniákban költ. Tápláléka tintahalakból és halakból tevődik össze. 30 évet is élhet.

## Szaporodása
Monogám: egy életre választ párt. A válás extrém körülmények között is ritka, de az éghajlatváltozás miatt nem példa nélküli: korábban 1 százalék volt, napjainkban elérheti a 6-9 százalékot is. A faj fennmaradása emiatt veszélybe került. Az ivarérettséget 4-7 évesen érik el, ezután csak kétévenként párzanak. Az albatroszpár homok- vagy iszapkupacot rak egy magaslatra, ahonnan jól át tudja tekinteni a tengert. Egy fészekaljban, csak egy tojás van, amely fehér, vörösesbarna foltokkal. A költés körülbelül 2 hónapig tart, ezután a fióka több mint 9 hónapig marad a fészekben.

## Képek

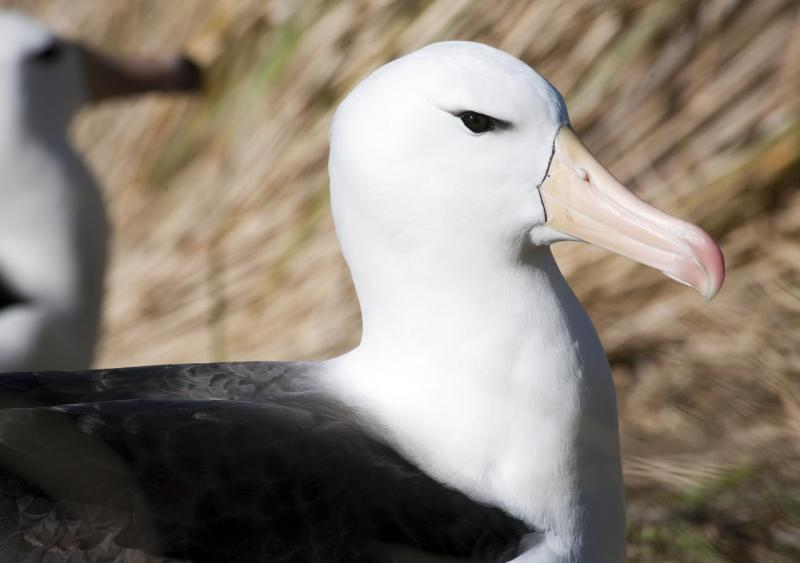
Portré és
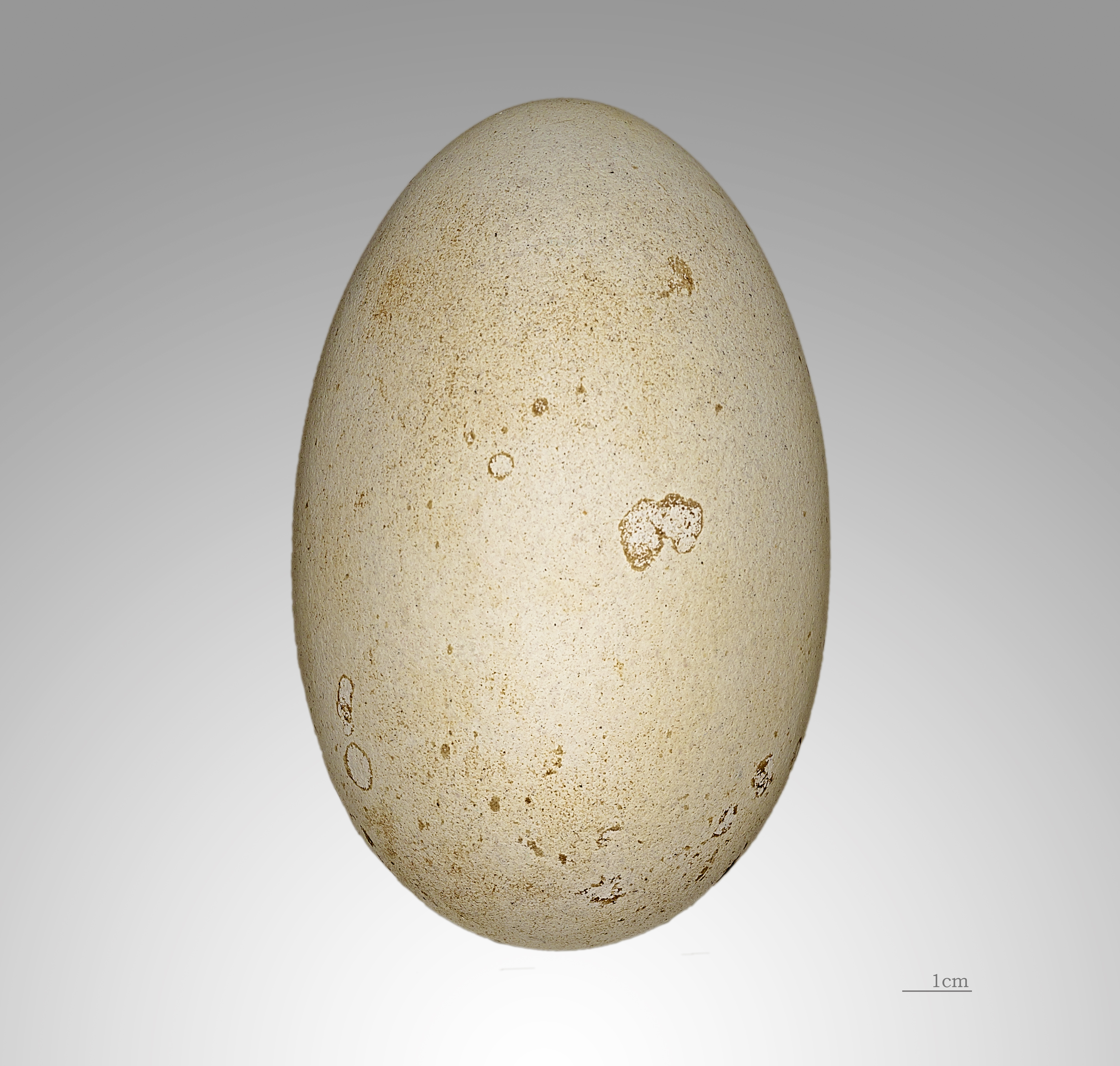
a tojása